# Битва при Кафіях
Битва при Кафіях – битва на Пелопоннесі між військами Ахейського та Етолійського союзів, котра сталась на початку Союзницької війни 220-217 рр. до н.е.

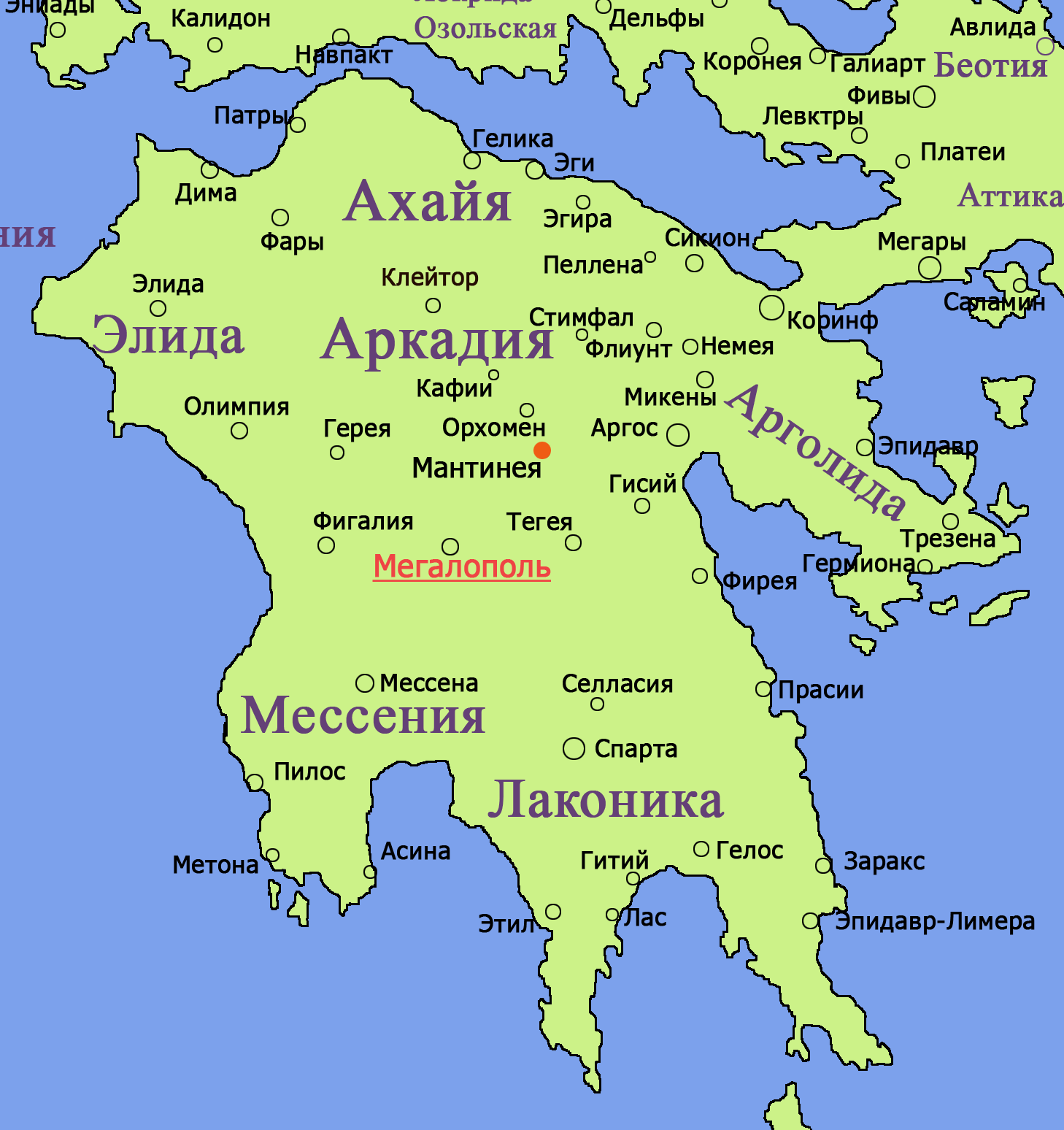
На мапі позначені згадані у статті Олімпія, Мегалополь, Клітор (Клейтор), Орхомен, Кафії та Сікіон, а також області Мессенія, Еліда та Аркадія

Ще до початку повномасштабної війни союзів етолійці здійснили грабіжницький набіг на Мессенію, що змусило ахейців скликати озброєних громадян до Мегалополя в Аркадії та висунути ультиматум командирам етолійського загону. Останні покинули Мессенію та рушили в союзну Еліду для посадки на кораблі. Побачивши це, ахейці розпустили більшу частину ополчення, лише їх стратег Арат з трьома тисячами піхотинців та трьомастами вершниками рушив на північ, спостерігаючи за відходом етолійців. Дізнавшись про цей рух, полководці останніх Доримах та Скопас відрядили здобич з певним супроводом для відправки на кораблях, самі ж повернули до Олімпії. З одного боку, вони побоювались раптової атаки ахейців під час посадки основного загону на судна, з іншого, вбачали зручний момент нанести поразку недругам, котрі необачно залишились з малими силами. 
Керуючись такими міркуваннями, етолійці вступили на землю Мегалополя. В цей час Арат разом з Тавріоном, котрий керував силами македонського царя на Пелопоннесі, стояли в північній Аркадії біля міста Клітор, звідки рушили на перехоплення супротивника у південно-східному напрямку. Коли етолійці проходили повз Орхомен, Арат вивів своє військо на рівнину біля міста Кафії та вишикував його у бойовий порядок. Оскільки ахейців прикривала річка, місцевість перед якою до того ж покривали рови, етолійці закинули первісний задум та вирушили далі на північний схід до гірського масиву Олігірт. В якийсь момент Їх авангард вже підходив до перевалів через нього, тоді як замикаюча колону кіннота все ще пересувалась по рівнині.  
Арат та Тавріон вислали вперед свою кінноту та легкоозброєних під начальством Епістрата з наказом тривожити ворога, проте не починати великої битви, якщо він вже покинув рівнину. Коли загін Епістрата почав сутичку, етолійська кіннота поспішила (але у повному порядку) до гірського схилу на з’єднання зі піхотою. Подумавши, що ворожа кіннота біжить, Арат та Тавріон рушили уперед біглим маршем важкоозброєних. Між тим кіннота етолійців зупинилась одразу по виходу на схил. Обабіч від неї почала шикуватись піхота, етолійці з голови колони бігом повертались назад. Маючи чисельну перевагу та знаходячись вище, етолійці вдарили на ахейську кінноту та легкоозброєних та, після жаркої сутички, змусили їх втікати. По дорозі втікачі натикались на важкоозброєних, котрі підходили окремими загонами та врозсип. Настав безлад, в якому ахейські панцирні воїни не змогли вишикуватись для прикриття відступаючих та самі почали відходити. Етолійці переслідували їх і лише близькість Орхомена та Кафії врятувала багатьох ахейців від загибелі.
На другий день після битви на допомогу Арату підійшло ополчення Мегалополя, котрому, втім, залишилось лише поховати загиблих. Етолійці ж спустошили околиці Сікіона та покинули Пелопоннес по суходолу через перешийок.